# عمارت رادی
عمارت رادی (به انگلیسی: Raadi Manor) یک عمارت در منطقه رادی-کروسامائه در حومه شهر تارتو، استونی است.
این عمارت و پارک عمارت رادی محل زندگی خانواده نجیب‌زاده لیپارت بوده که از هنرمندان برجسته هنری بودند. خانواده لیپارت از این عمارت به ساختمان موزه ملی استونی نقل مکان کردند و در جنگ جهانی دوم از بین رفتند. بخشی از زمین‌های این عمارت به فرودگاه صحرایی رادی تبدیل شد و به مدت پنج سال به‌طور مخفیانه مورد استفاده شوروی قرار می‌گرفت.
ساخت اولیه این عمارت به قرون وسطی بازمی‌گردد اما نقشه‌های پارک عمارت رادی حداقل به اواسط قرن هجدهم برمیگردد.

## نگارخانه

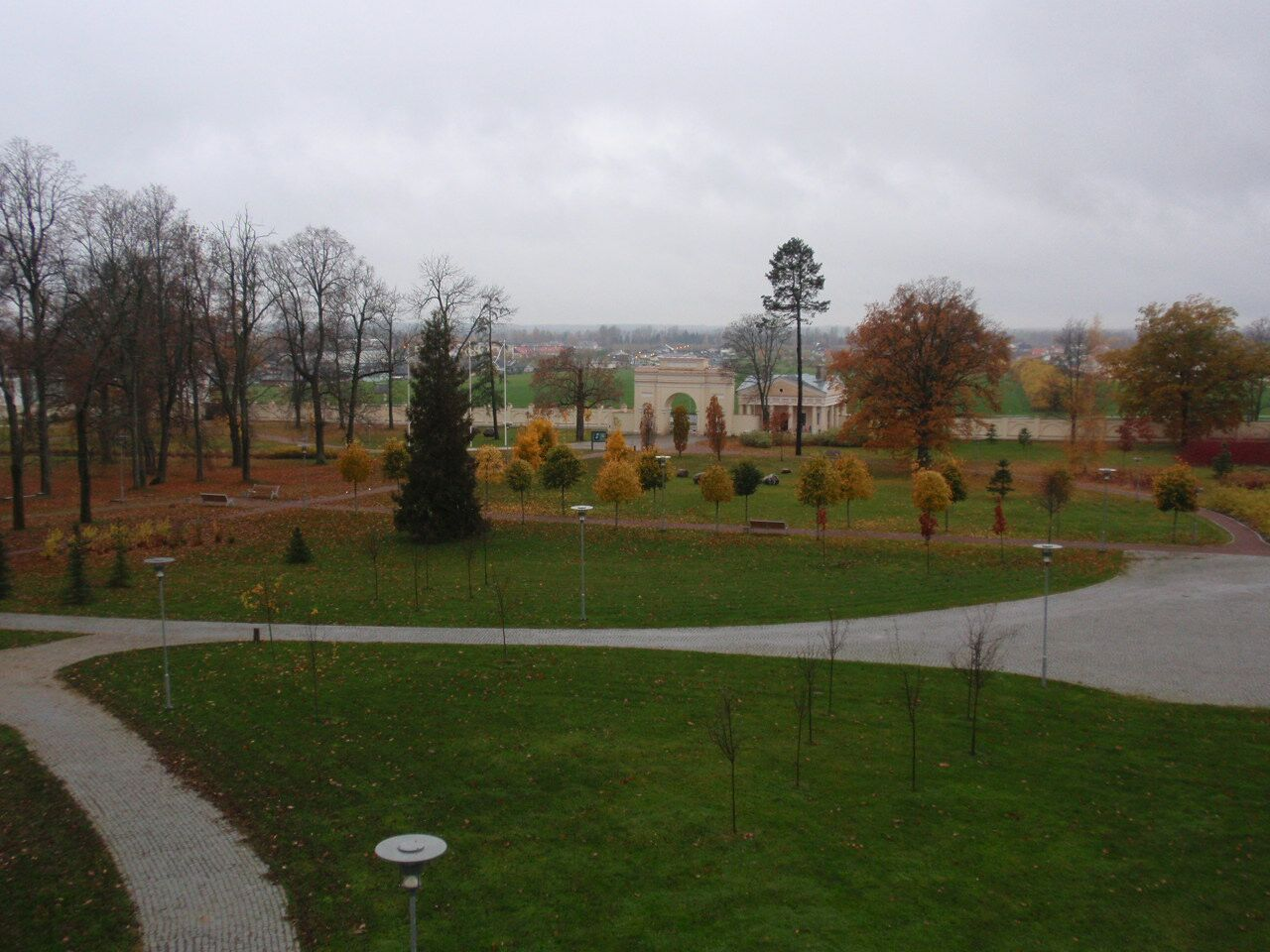
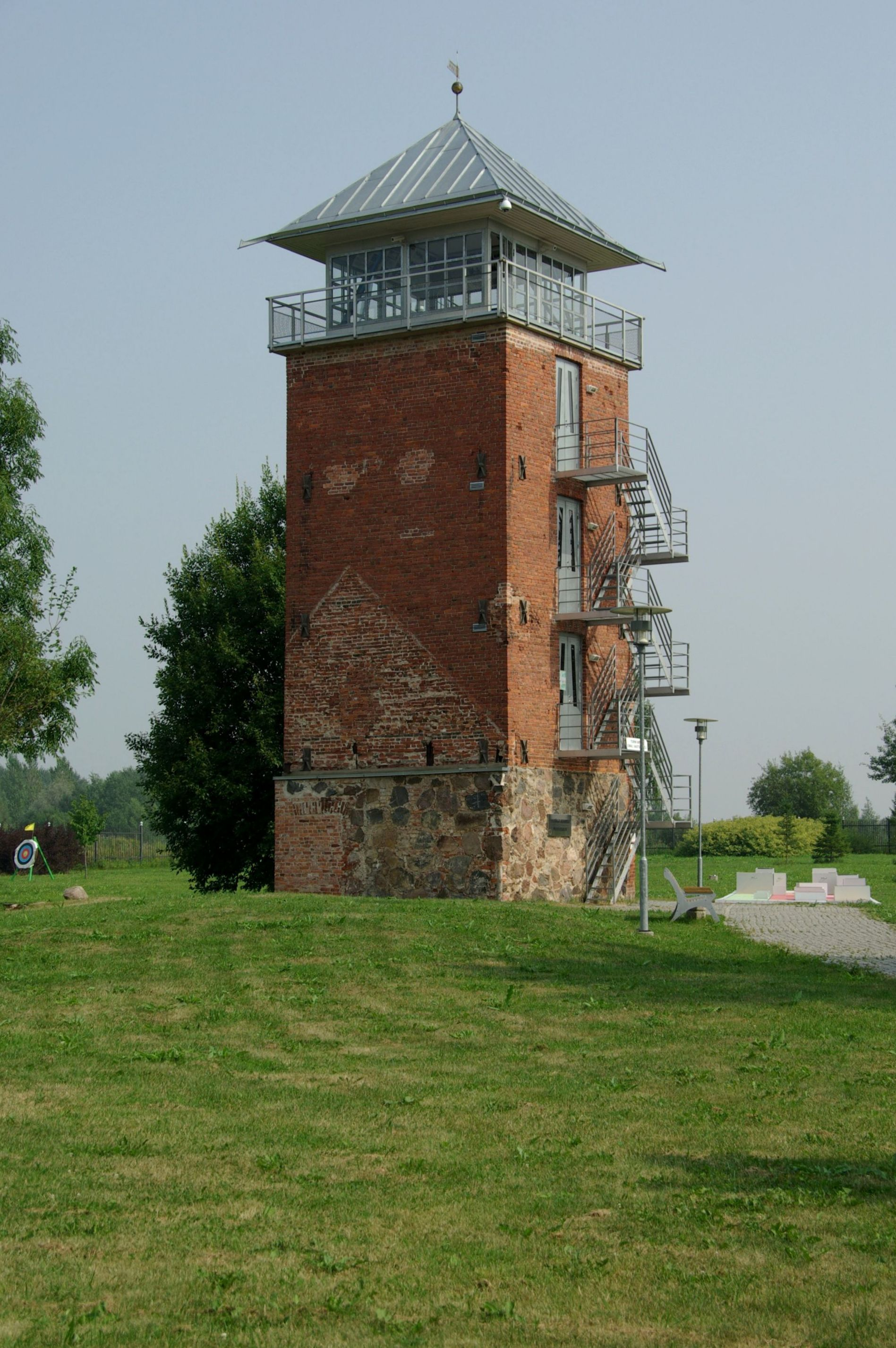
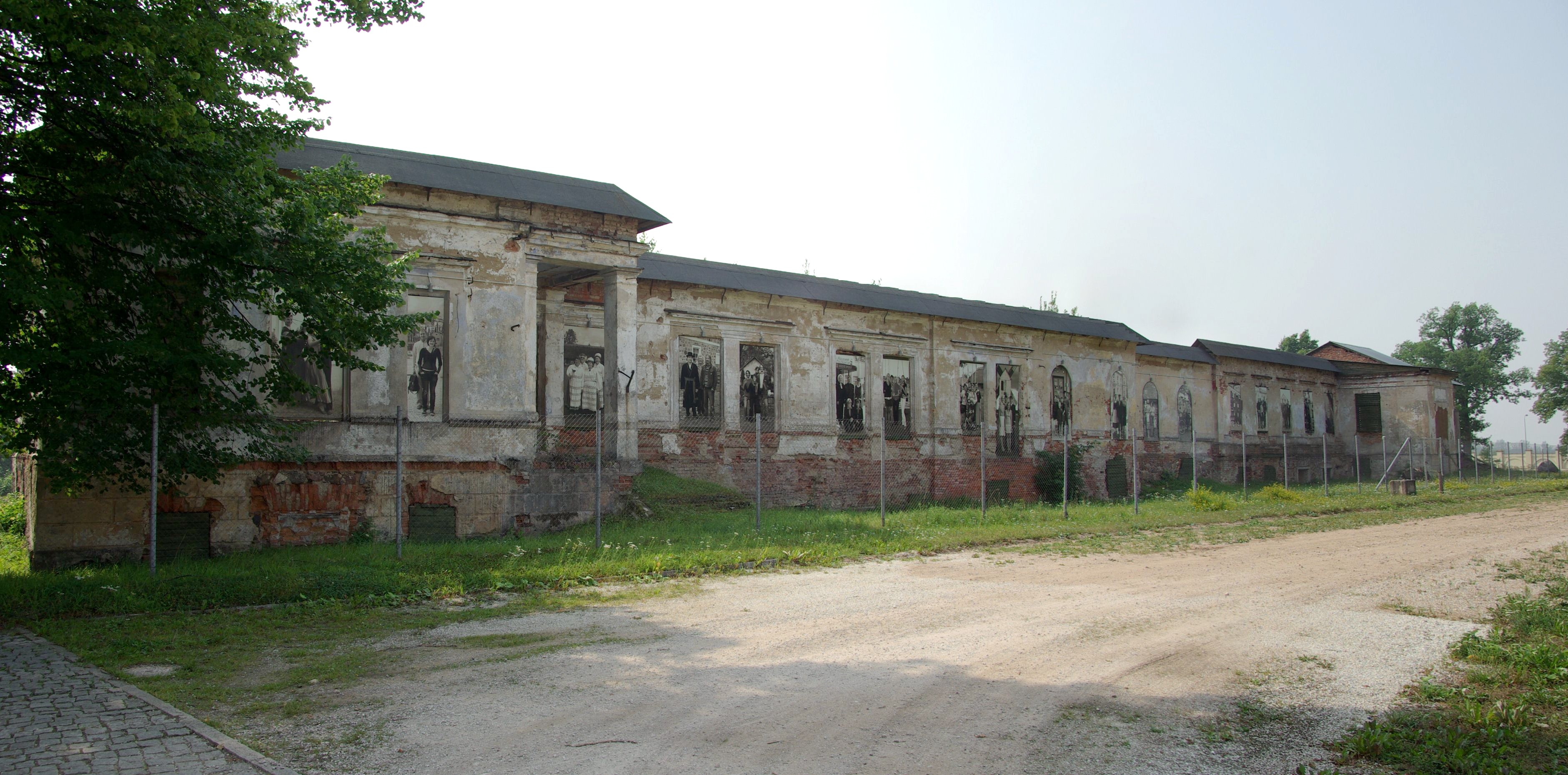
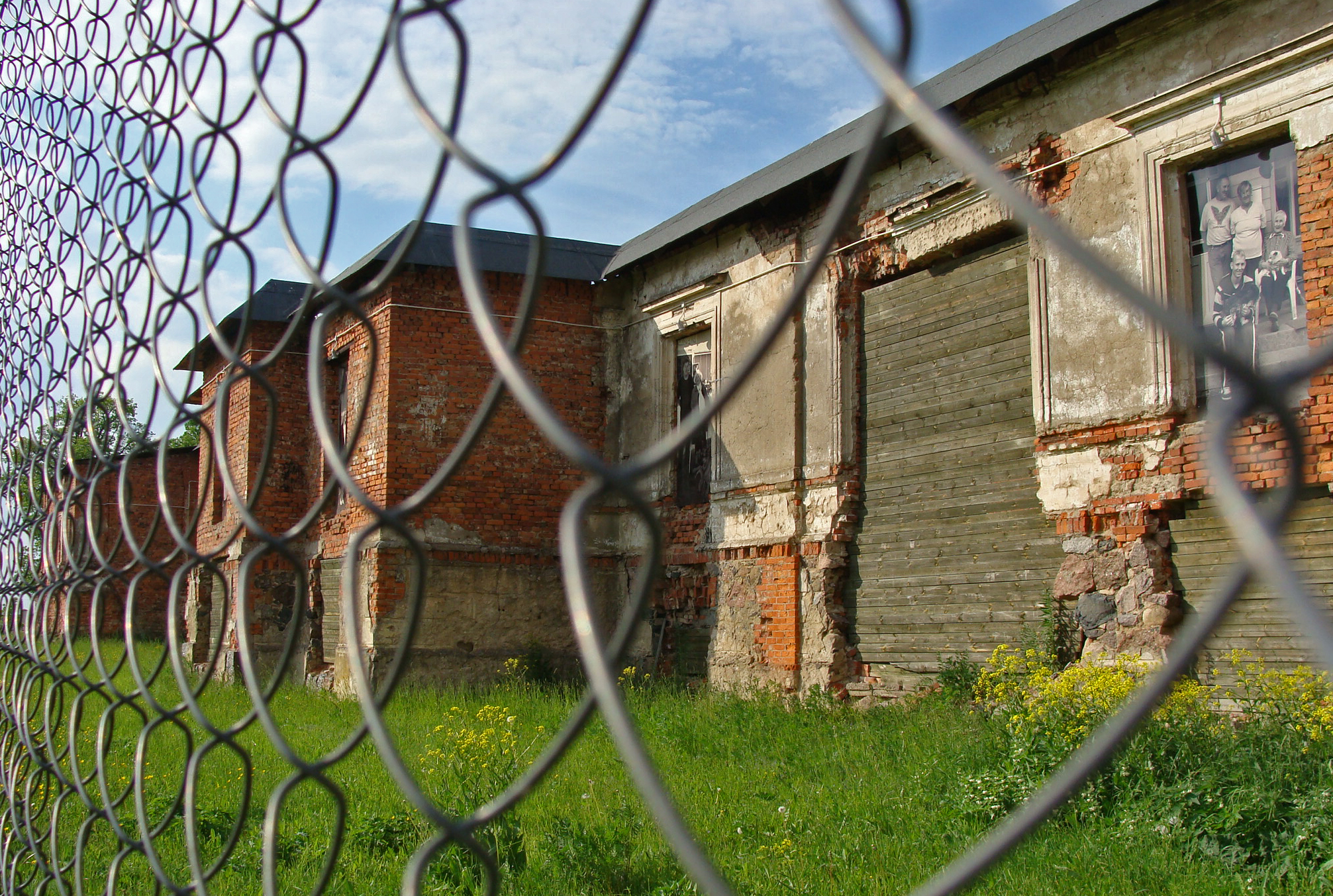